# Сан Витале III (Беневенто)
Сан Витале III је насеље у Италији у округу Беневенто, региону Кампанија.
Према процени из 2011. у насељу је живело 31 становника. Насеље се налази на надморској висини од 211 м.